# Higashino Keigo
Higashino Keigo (東野 圭吾 Đông Dã Khuê Ngô) (sinh 4 tháng 2 năm 1958) là một tác giả người Nhật Bản được biết tới rộng rãi qua các tiểu thuyết trinh thám của ông. Ông là Chủ tịch thứ 13 của Hội nhà văn Trinh thám Nhật Bản từ năm 2009 tới năm 2013. Ông đã thắng giải Edogawa Ranpo lần thứ 31 vào năm 1985 cho tiểu thuyết Hōkago.

## Tiểu sử
Ông được sinh ra ở Osaka. Sau khi tốt nghiệp Đại học Osaka với bằng Cử nhân kỹ thuật ngành Kỹ thuật điện, ông bắt đầu sáng tác tiểu thuyết trong khi vẫn tiếp tục làm công việc kỹ sư lại Nippon Denso Co. (hiện là DENSO) từ năm1981. Ông đã thắng giải Edogawa Rampo, giải thưởng hàng năm dành cho các tác phẩm trinh thám chưa được xuất bản vào năm 1985 với tiểu thuyết Hōkago ở tuổi 27. Ngay sau đó, ông bỏ việc và bắt đầu chuyên tâm vào nghiệp sáng tác tại Tokyo.
Vào năm 1999, ông đã thắng Giải thưởng Văn học Trinh thám Nhật Bản cho tiểu thuyết Bí mật của Naoko, bản dịch tiếng Việt do Nhã Nam thực hiện. Năm 2006, ông giành giải Naoki lần thứ 134 với tác phẩm Phía sau nghi can X (Yōgisha X no Kenshin), giải thưởng mà ông đã từng năm lần được đề cử. Tiểu thuyết này đồng thời cũng chiến thắng tại giải Honkaku lần thứ 6 và được xếp đầu tiên trong danh sách Kono Mystery ga Sugoi! 2006 và 2006 Honkaku Mystery Best 10, danh sách các tiểu thuyết trinh thám được xuất bản tại Nhật Bản hàng năm.
Bản dịch tiếng Anh của Phía sau nghi can X đã được đề cử giải Edgar năm 2012 ở hạng mục Tiểu thuyết xuất sắc nhất và Barry Award năm 2012 ở hạng mục Tiểu thuyết đầu tay xuất sắc nhất.
Không chỉ viết tiểu thuyết trinh thám mà Keigo còn viết cả các tiểu luận văn học cũng như tác phẩm dành cho thiếu nhi. Mỗi tác phẩm của ông đều có phong cách khác nhau, nhưng nhìn chung ông thường hiếm khi đưa quá nhiều nhân vật vào một tác phẩm mà thường đào sâu vào tâm lý nhân vật.

## Giải thưởng và đề cử
Giải thưởng tại Nhật Bản
- 1985 - Giải Edogawa Rampo: Hōkago
- 1999 - Giải thưởng Văn học Trinh thám Nhật Bản cho Tiểu thuyết xuất sắc nhất: Bí mật của Naoko
- 2006 - Giải Honkaku cho Tiểu thuyết xuất sắc nhất: Phía sau nghi can X[3]
- 2006 - Giải Naoki: Phía sau nghi can X
- 2006 - Tiểu thuyết trinh thám Nhật Bản xuất sắc nhất năm (Kono Mystery ga Sugoi! 2006): Phía sau nghi can X
- 2006 - Tiểu thuyết trinh thám Nhật Bản xuất sắc nhất năm (2006 Honkaku Mystery Best 10): Phía sau nghi can X
- 2010 - Tiểu thuyết trinh thám Nhật Bản xuất sắc nhất năm (Kono Mystery ga Sugoi! 2010): Shinzanmono
- 2012 - 7th Chūōkōron Prize [ja]: Điều kỳ diệu của tiệm tạp hóa Namiya[4]
- 2012 - Xếp thứ 13 trong danh sách Top 100 Tiểu thuyết Trinh thám Nhật Bản xuất sắc nhất mọi thời đại của tờ Shūkan Bunshun: Phía sau nghi can X
- 2012 - Xếp thứ 18 trong danh sách Top 100 Tiểu thuyết Trinh thám Nhật Bản xuất sắc nhất mọi thời đại của tờ Shūkan Bunshun: Bạch dạ hành

Giải thưởng tại Mỹ
- 2012 - Được đề cử giải Edgar cho Tiểu thuyết xuất sắc nhất: Phía sau nghi can X
- 2012 - Được đề cử giải Barry ở hạng mục trinh thám cho Tiểu thuyết đầu tay xuất sắc nhất: Phía sau nghi can X
- 2012 - Được chọn bởi Hiệp hội Thư viện Mỹ cho danh sách Tiểu thuyết Trinh thám đáng đọc nhất năm 2012: Phía sau nghi can X[5]
- 2015 - Được đề cử giải Audie cho tiểu thuyết trinh thám: Ác ý[6]

Giải thưởng tại Pháp
- 2010 - Giải Prix Polar cho tác phẩm quốc tế: Mukashi Boku ga Shinda Ie

## Tác phẩm

### Tiểu thuyết và tập truyện ngắn
| Tựa gốc (tiếng Nhật)                                                                      | Năm xuất bản | Bản dịch tiếng Việt                                    | Dịch giả                   | Nhà phát hành Năm xuất bản |
| ----------------------------------------------------------------------------------------- | ------------ | ------------------------------------------------------ | -------------------------- | -------------------------- |
| Series Thanh tra Kaga Kyoichiro                                                           |              |                                                        |                            |                            |
| Sotsugyō (卒業)                                                                           | 1986         |                                                        |                            |                            |
| Nemuri no mori (眠りの森)                                                                 | 1989         |                                                        |                            |                            |
| Dochiraka ga Kanojo o Koroshita (どちらかが彼女を殺した)                                  | 1996         |                                                        |                            |                            |
| Akui (悪意)                                                                               | 1996         | Ác ý                                                   | An Nhiên                   | IPM, 2019                  |
| Watashi ga Kare o Koroshita (私が彼を殺した)                                              | 1999         |                                                        |                            |                            |
| Uso o Mō Hitotsu Dake (嘘をもうひとつだけ)                                                | 2000         |                                                        |                            |                            |
| Akai Yubi (赤い指)                                                                        | 2006         |                                                        |                            |                            |
| Shinzanmono (新参者)                                                                      | 2009         | Người mới đến                                          | Quỳnh Lê                   | IPM, 2023                  |
| Kirin no Tsubasa (麒麟の翼)                                                               | 2011         | Cánh kỳ lân                                            | Phương Dung                | IPM, 2021                  |
| Inori no Maku ga Oriru Toki (祈りの幕が下りる時)                                          | 2013         |                                                        |                            |                            |
| Kibō no Ito (希望の糸)                                                                    | 2019         |                                                        |                            |                            |
| Anata ga Dareka o Koroshita (あなたが誰かを殺した)                                        | 2023         |                                                        |                            |                            |
| Dareka ga Watashi o ya Shita (誰かが私を殺した)                                           | 2024         |                                                        |                            |                            |
| Series Đội thám tử nhí Naniwa                                                             |              |                                                        |                            |                            |
| Naniwa Shōnen Tanteidan (浪花少年探偵団)                                                  | 1988         |                                                        |                            |                            |
| Shinobu Sense ni Sayonara (しのぶセンセにサヨナラ)                                        | 1993         |                                                        |                            |                            |
| Series Thám tử Daigoro Tenkaichi                                                          |              |                                                        |                            |                            |
| Meitantei no Jubaku (名探偵の呪縛)                                                        | 1996         |                                                        |                            |                            |
| Meitantei no Okite (名探偵の掟)                                                           | 1996         |                                                        |                            |                            |
| Series Thám tử Galileo (Yukawa Manabu)                                                    |              |                                                        |                            |                            |
| Tantei Galileo (探偵ガリレオ)                                                             | 1998         |                                                        |                            |                            |
| Yochimu (予知夢)                                                                          | 2000         | Giấc mơ tiên tri                                       | Chi Chi                    | Nhã Nam, 2023              |
| Yōgisha X no Kenshin (容疑者Xの献身)                                                      | 2005         | Phía sau nghi can X                                    | Trương Thùy Lan            | Nhã Nam, 2009              |
| Galileo no Kunō (ガリレオの苦悩)                                                          | 2008         | Nỗi niềm của thám tử Galileo                           | Lam Ngọc                   | Nhã Nam, 2023              |
| Seijo no Kyūsai (聖女の救済)                                                              | 2008         | Sự cứu rỗi của thánh nữ                                | Mia Nguyễn                 | Nhã Nam, 2019              |
| Manatsu no Hōteishiki (真夏の方程式)                                                      | 2011         | Phương trình hạ chí                                    | Mai Khanh                  | Nhã Nam, 2018              |
| Kyozō no Dōkeshi (虚像の道化師)                                                           | 2012         |                                                        |                            |                            |
| Kindan no Majutsu (禁断の魔術)                                                            | 2015         | Ma thuật bị cấm                                        | Mia Nguyễn                 | Nhã Nam, 2020              |
| Chinmoku no parēdo (沈黙のパレード)                                                       | 2018         | Cuộc diễu hành thầm lặng                               | Vương Hải Yến Bảo Lam Anh  | Nhã Nam, 2022              |
| Tōmeina rasen (透明な螺旋)                                                                | 2021         | Xoắn ốc vô hình                                        | Mai Khanh                  | Nhã Nam, 2023              |
| Series Khách sạn mặt nạ                                                                   |              |                                                        |                            |                            |
| Masukarēdo Hoteru (マスカレード・ホテル)                                                  | 2011         | Khách sạn Mặt nạ                                       | Lam Ngọc                   | Nhã Nam, 2021              |
| Masukarēdo Ibu (マスカレード・イブ)                                                       | 2014         | Khách sạn Mặt nạ: Đêm trước lễ hội hóa trang           | Lam Ngọc                   | Nhã Nam, 2021              |
| Masukarēdo Naito (マスカレード・ナイト)                                                   | 2017         |                                                        |                            |                            |
| Masukarēdo Gēmu (マスカレード・ゲーム)                                                    | 2022         |                                                        |                            |                            |
| Series Khu du lịch trượt tuyết                                                            |              |                                                        |                            |                            |
| Hakugin Jakku (白銀ジャック)                                                              | 2010         | Thảm họa tuyết trắng                                   | Nhi An                     | Nhã Nam, 2025              |
| Shippu rondo (疾風ロンド)                                                                 | 2013         | Vũ điệu cuồng phong                                    |                            | Nhã Nam, ?                 |
| Koi no gondora (恋のゴンドラ)                                                             | 2016         |                                                        |                            |                            |
| Yukikemuri Cheisu (雪煙チェイス)                                                          | 2016         | Truy đuổi khói tuyết                                   |                            | Nhã Nam, ?                 |
| Series Ma nữ Laplace                                                                      |              |                                                        |                            |                            |
| Rapurasu no Majo (ラプラスの魔女)                                                         | 2015         | Ma nữ của Laplace                                      | Vương Hải Yến              | Nhã Nam, 2018              |
| Maryoku no taidō (魔力の胎動)                                                             | 2018         |                                                        |                            |                            |
| Majo to sugoshita Nanokakan (魔女と 過ごした 七白間)                                      | 2023         |                                                        |                            |                            |
| Series Nhà ảo thuật đen                                                                   |              |                                                        |                            |                            |
| Burakku Shōman to na mo Naki Nachi no Satsujin (ブラックショーマンとなにもなき那智の殺人) | 2020         | Nhà ảo thuật đen và vụ án mạng tại thị trấn không tên  | Mai Khanh                  | Nhã Nam, 2021              |
| Burakku Shōman to Kakusei suru On'na-tachi (ブラック・ショーマンと覚醒する女たち)         | 2024         |                                                        |                            |                            |
| Tiểu thuyết và tập truyện ngắn khác                                                       |              |                                                        |                            |                            |
| Hōkago (放課後)                                                                           | 1985         | Sau giờ học                                            | Thúy Hường                 | IPM, 2022                  |
| Hakuba Sansō Satsujin Jiken (白馬山荘殺人事件)                                            | 1986         | Vụ án mạng ở nhà khách núi Hakuba                      | Kuroi Neko                 | Nhã Nam, 2021              |
| Gakusei-gai no Satsujin (学生街の殺人)                                                    | 1987         |                                                        |                            |                            |
| Jūichi Moji no Satsujin (11文字の殺人)                                                    | 1987         | Án mạng mười một chữ                                   | Phương Phương              | Nhã Nam, 2020              |
| Makyū (魔球)                                                                              | 1988         |                                                        |                            |                            |
| Uinku de Kampai (ウインクで乾杯)                                                          | 1988         | Rượu độc                                               | Rei                        | 1980Books, 2025            |
| Jūji Yashiki no Piero (十字屋敷のピエロ)                                                  | 1989         |                                                        |                            |                            |
| Chōjin Keikaku (鳥人計画)                                                                 | 1989         |                                                        |                            |                            |
| Satsujin Genba wa Kumo no Ue (殺人現場は雲の上)                                           | 1989         |                                                        |                            |                            |
| Burūtasu no Shinzō (ブルータスの心臓)                                                     | 1989         | Trái tim của Brutus                                    | Nguyễn Quang Phương        | Nhã Nam, 2020              |
| Shukumei (宿命)                                                                           | 1990         |                                                        |                            |                            |
| Kamen Sansō Satsujin Jiken (仮面山荘殺人事件)                                             | 1990         |                                                        |                            |                            |
| Tantei Kurabu (探偵倶楽部)                                                                | 1990         |                                                        |                            |                            |
| Hannin no Inai Satsujin no Yoru (犯人のいない殺人の夜)                                    | 1990         | Vụ án không có kẻ sát nhân                             | Rei                        | Waka, 2024                 |
| Henshin (変身)                                                                            | 1991         | Biến thân                                              | Cẩm Hương                  | IPM, 2020                  |
| Kairōtei Satsujin Jiken (回廊亭殺人事件)                                                  | 1991         | Vụ án mạng ở lữ quán Kairotei                          | Dã Tràng                   | Nhã Nam, 2020              |
| Kōtsū Keisatsu no Yoru (交通警察の夜)                                                     | 1991         |                                                        |                            |                            |
| Aru Tozasareta Yuki no Sansō de (ある閉ざされた雪の山荘で)                                | 1992         |                                                        |                            |                            |
| Utsukushiki Kyōki (美しき凶器)                                                            | 1992         | Hung khí hoàn mỹ                                       | Vũ Bích Lệ Thủy            | Nhã Nam, 2021              |
| Dōkyūsei (同級生)                                                                         | 1993         |                                                        |                            |                            |
| Bunshin (分身)                                                                            | 1993         | Bản sao                                                | Bảo Trâm                   | 1980Books, 2025            |
| Mukashi Boku ga Shinda Ie (むかし僕が死んだ家)                                            | 1994         |                                                        |                            |                            |
| Niji o Ayatsuru Shōnen (虹を操る少年)                                                     | 1994         |                                                        |                            |                            |
| Ayashii Hitobito (怪しい人びと)                                                           | 1994         | Những kẻ đáng ngờ                                      | Vương Hải Yến              | Mintbooks, 2022            |
| Parareru Wārudo Rabu Sutōrī (パラレルワールド・ラブストーリー)                            | 1995         |                                                        |                            |                            |
| Tenkū no Hachi (天空の蜂)                                                                 | 1995         |                                                        |                            |                            |
| Kaishō Shōsetsu (怪笑小説)                                                                | 1995         |                                                        |                            |                            |
| Dokushō Shōsetsu (毒笑小説)                                                               | 1996         |                                                        |                            |                            |
| Himitsu (秘密)                                                                            | 1998         | Bí mật của Naoko                                       | Uyên Thiểm Trương Thùy Lan | Nhã Nam, 2011              |
| Byakuyakō (白夜行)                                                                        | 1999         | Bạch dạ hành                                           | Diệu Thư                   | Nhã Nam, 2014              |
| Kataomoi (片想い)                                                                         | 2001         | Đơn phương                                             | Yên Châu                   | Đinh Tị, 2019              |
| Chō Satsujin Jiken: Suiri Sakka no Kunō (超・殺人事件 推理作家の苦悩)                     | 2001         | Siêu án mạng - Nỗi ưu phiền của các nhà văn trinh thám | Anruru                     | Nhã Nam, 2024              |
| Reikusaido (レイクサイド)                                                                 | 2002         | Vụ án mạng bên hồ                                      | Nguyễn Phương Chi          | Đinh Tị, 2022              |
| Tokio (時生)                                                                              | 2002         |                                                        |                            |                            |
| Gēmu no Na wa Yūkai (ゲームの名は誘拐)                                                    | 2002         | Tên của trò chơi là Bắt cóc                            | Đỗ Phan Thu Hà             | Skybooks, 2019             |
| Gēmu no Na wa Yūkai (ゲームの名は誘拐)                                                    | 2002         | Tên của trò chơi là Bắt cóc                            | Đỗ Nguyên                  | Waka, 2024                 |
| Tegami (手紙)                                                                             | 2003         | Thư                                                    | Thu Hiền                   | IPM, 2019                  |
| Ore wa Hijōkin (おれは非情勤)                                                             | 2003         | Người giáo viên tàn nhẫn                               |                            | 1980Books                  |
| Satsujin no Mon (殺人の門)                                                                | 2003         | Cánh cổng sát nhân                                     | Nguyễn Hải Anh             | Nhã Nam, 2022              |
| Gen'ya (幻夜)                                                                             | 2004         | Ảo dạ                                                  | Bảo Ngọc                   | Nhã Nam, 2018              |
| Samayou Yaiba (さまよう刃)                                                                | 2004         | Thanh gươm do dự                                       | Mộc Miên                   | Nhã Nam, 2022              |
| Kokushō Shōsetsu (黒笑小説)                                                               | 2005         |                                                        |                            |                            |
| Shimei to Tamashii no Rimitto (使命と魂のリミット)                                        | 2006         | Giới hạn của sứ mệnh và linh hồn                       | Đỗ Nguyên                  | Nhã Nam, 2024              |
| Yoake no Machi de (夜明けの街で)                                                          | 2007         | Phố tan màn đêm                                        | Minh Thương                | Nhã Nam, 2023              |
| Daiingu Ai (ダイイング・アイ)                                                             | 2007         | Trước khi nhắm mắt                                     | Phương Chi                 | Đinh Tị, 2018              |
| Ryūsei no Kizuna (流星の絆)                                                               | 2008         | Xích sao băng                                          | Ngọc Na                    | IPM, 2024                  |
| Paradokkusu Sātīn (パラドックス13)                                                        | 2009         | Nghịch lý 13                                           | Lam Bình                   | Nhã Nam, 2025              |
| Kakkō no Tamago wa Dare no Mono (カッコウの卵は誰のもの)                                  | 2010         | Trứng chim cúc cu này thuộc về ai                      | Nguyễn Hải Hà              | Mintbooks, 2018            |
| Purachina Dēta (プラチナデータ)                                                           | 2010         | Dữ liệu bạch kim                                       | Phương Chi                 | Đinh Tị, 2022              |
| Ano Koro no Dareka (あの頃の誰か)                                                         | 2011         | Một ai của ngày đó                                     | Phạm Bích                  | Waka, 2024                 |
| Namiya Zakkaten no Kiseki (ナミヤ雑貨店の奇蹟)                                            | 2012         | Điều kỳ diệu của tiệm tạp hóa Namiya                   | Phương Nam                 | Nhã Nam, 2016              |
| Waishō Shōsetsu (歪笑小説)                                                                | 2012         |                                                        |                            |                            |
| Mugen-bana (夢幻花)                                                                       | 2013         | Hoa mộng ảo                                            | H.M                        | Nhã Nam, 2017              |
| Utsuro na Yujika (虚ろな十字架)                                                           | 2014         | Thánh giá rỗng                                         | Nguyễn Hải Hà              | Skybooks, 2016             |
| Ningyo no Nemuru Ie (人魚の眠る家)                                                        | 2015         | Ngôi nhà của người cá say ngủ                          | Đỗ Nguyên                  | Mintbooks, 2017            |
| Kikenna Bīnasu (危険なビーナス)                                                           | 2016         |                                                        |                            |                            |
| Koi no Gondora (恋のゴンドラ)                                                             | 2016         | Cáp treo tình yêu                                      | Nguyễn Hải Hà              | Mintbooks, 2019            |
| Sutekina Nihonjin (素敵な日本人)                                                          | 2017         | Những người Nhật tử tế                                 | Ninh Nhân Văn              | Huy Hoàng, 2022            |
| Kusunoki no Bannin (クスノキの番人)                                                       | 2020         | Người gác cây long não                                 | Hồng Minh                  | IPM, 2024                  |
| Hakuchou to Koumori (白鳥とコウモリ)                                                      | 2021         | Thiên nga và dơi                                       | Mai Khanh                  | Nhã Nam, 2023              |

Chú thích:
| Ký hiệu sử dụng trong bảng         |
| ---------------------------------- |
| Tập truyện ngắn                    |
| Bản dịch tiếng Việt chưa phát hành |

- Ở bản dịch tiếng Việt đưa tên nhà phát hành thay vì nhà xuất bản, vì thực tế tại Việt Nam từ sau năm 2000 đến nay, do không tồn tại các nhà xuất bản tư nhân, nên với các sách liên kết xuất bản giữa các công ty phát hành và nhà xuất bản, các công ty phát hành là nơi lựa chọn tác phẩm, mua bản quyền, thuê dịch giả, tổ chức biên tập và kiêm luôn phát hành. Nhà xuất bản chịu trách nhiệm đứng tên xuất bản, vì vậy chỉ có vai trò thứ yếu, không đưa tên ở đây.

### Tiểu luận
- Anogoro Bokuraha Ahodeshita (あの頃僕らはアホでした?), 1995
- Charenji (チャレンジ?), 2004
- Saiensu (サイエンス?), 2005
- Yume wa Torino o Kakemeguru (夢はトリノをかけめぐる?), 2006
- Tabun Saigo no Aisatsu (たぶん最後のあいさつ?), 2007

### Sách tranh
- Santa no Obasan (サンタのおばさん?), 2001 (Minh họa bởi Hiromi Sugita)